# Isabelle Meyer
Isabelle Meyer (* 5. September 1987) ist eine ehemalige Schweizer Fussballspielerin.

## Karriere

### Vereine
Meyer spielte für den FC Luzern in der Schweizer Nationalliga A und gewann dort von 2003 bis 2006 viermal den Meistertitel und errang zwischen 2004 und 2006 ausserdem drei Cupsiege. In der Saison 2004/2005 qualifizierte sie sich mit dem FC Luzern für den UEFA Women’s Cup und erreichte dort die zweite Runde.
2007 wechselte Meyer zur Frauenmannschaft von GC Zürich, 2010 dann zum damaligen Zweitligisten SC Freiburg. Dort erreichte sie in der Saison 2010/2011 den ersten Platz der 2. Fussball-Bundesliga und wurde mit 17 Toren Torschützenkönigin.
Nach dem Aufstieg des SC Freiburg in die Frauen-Bundesliga wechselte Meyer zum damaligen Regionalligisten SC Sand und stieg am Ende der Saison 2011/12 mit diesem in die zweite Bundesliga auf. 2019 wechselte sie zum österreichischen Erstligisten SKN St. Pölten.

### Nationalmannschaft
Meyer war von 2007 bis 2012 Schweizer Nationalspielerin. Ihr Debüt für die A-Nationalmannschaft gab sie am 7. April 2007 bei der 0:3-Niederlage im Freundschaftsspiel gegen Tschechien.